# حفرية محل شك

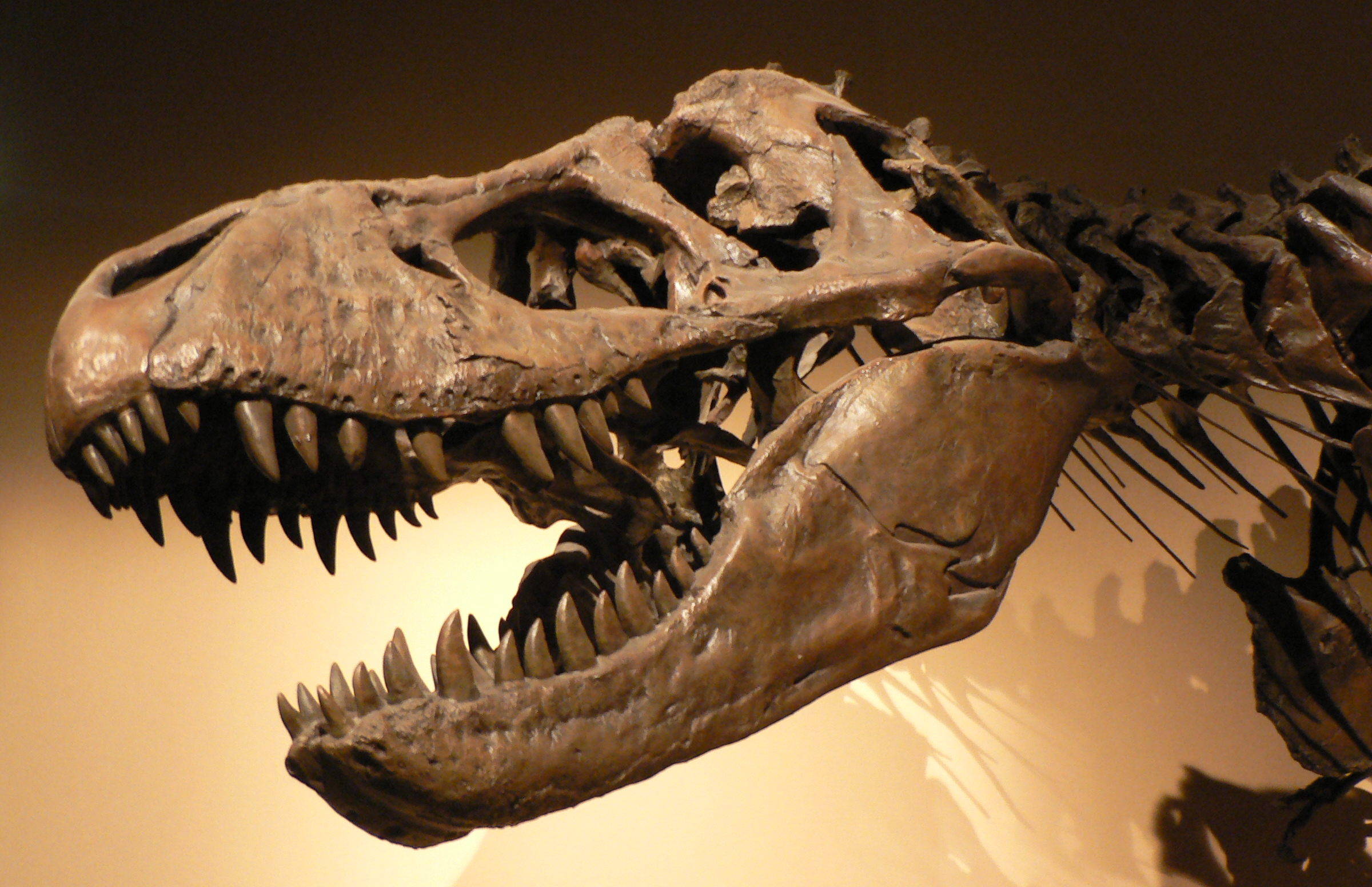

المصطلح حفرية محل شك (dubiofossil) عبارة عن لفظ منحوت يُستخدم في الجيولوجيا وعلم المتحجرات ويطلق على الهياكل التي تثار حولها المشكلات والتي تشبه الحفريات، والتي لا يكون أصلها البيولوجي مؤكدًا. (المصطلح مكون من الكلمة اللاتينية dubius + كلمة fossil). وقد تم استخدام هذا المصطلح بشكل رئيسي للإشارة إلى البقايا التي تم العثور عليها في الصخور التي تعود إلى بدايات تاريخ الأرض (صخور عصر ما قبل الكمبري)، إلا أنه يسري كذلك على المواقف الأخرى مثل الأشكال التي تشبه الميكروبات والتي يثار حولها الجدل في الأحجار النيزكية.
ورغم أن هذه الهياكل تكون، بشكل مطلق، أحيائية (أي حفريات) أو غير أحيائية (أي أشباه الحفريات)، فإن المعلومات المتاحة في وقت الدراسة لا تكون كافية لاتخاذ قرار لا لبس فيه. وهي تنتمي إلى فئة الحفريات محل الشك بشكل مؤقت، في انتظار ظهور أدلة إضافية تسمح بإزالتها من هذه الفئة ونسبها إلى فئة الحفريات أو أشباه الحفريات. على سبيل المثال، يرجى الاطلاع على ALH84001.
ويمكن أن تنتج العمليات الفيزيائية والكيميائية أشكالاً قد لا يمكن تمييزها عن غيرها التي تتكون نتيجة الأنشطة البيولوجية، مما يمثل عائقًا في سبيل تفسيرها.
وتمتلك الأنظمة الحية القدرة على الأيض والتكاثر وإحداث الطفرات ونشرها. وتأتي خطوط الأدلة من الأحياء، والتي يطلق عليها اسم التوقيع الحيوي، في أشكال مختلفة، وهي تظهر بنطاقات متنوعة، تتراوح أبعادها بين مستويات الذرة والكوكب.
ويأتي بناء الجزيئات وتقسيم الخلايا وتكوين المستعمرات والتنفس والإفرازات والحركة النشطة بين العمليات البيولوجية التي تؤدي إلى تحقيق التغييرات في البيئة، ويمكن أن تترك سمات مميزة مرتبطة بعلم التشكل أو منتجات ثانوية كيميائية مميزة تعد بمثابة التوقيع في السجلات الجيولوجية.
وهذه السمات تكون عرضة للتعديل أو الطمس مع مرور الوقت الجيولوجي، مما يزيد من صعوبة القدرة على تمييزها بين الصخور. وتكون حالة الجينات البيولوجية في أقوى حالاتها في حالة تواجد تغطية بخطوط أدلة متعددة.